# Моннерот дю Мэн, Антон Клементьевич
Антон Клементьевич Моннерот дю Мэн (1869—1924) — военный инженер-механик, участник Первой мировой войны, генерал-майор.

## Биография
Антон Клементьевич Моннерот дю Мэн родился 15 апреля 1869 года в Смоленске. Из дворян Смоленской губернии.
В 1887 году поступил на механическое отделение Технического училища Морского ведомства в Кронштадте.
В 1890 году, после окончания училища, произведён в младшие инженер-механики.
С 1891 по 1894 год служил инженер-механиком на крейсере «Забияка».
14 мая 1896 года произведён в помощники старшего инженер-механика.
С 1896 по 1901 году служил судовым механиком на эскадренном броненосце «Сисой Великий» и был участником китайской кампании 1900—1901.
С 1901 года служил судовым механиком на крейсере 2-го ранга «Пластун» в составе Практической эскадры Балтийского моря, с 1902 по 1904 год — на минном крейсере «Воевода».
В 1904 году произведён в старшие инженер-механики (в 1905 году переименован в подполковники Корпуса инженер-механиков флота).
С 1905 по 1907 год служил на крейсере «Адмирал Корнилов», с 1907 по 1908 год — на крейсере «Аскольд».
В 1910 году произведён в полковники Корпуса инженер-механиков флота.
С 22 сентября 1910 года по 1915 год служил старшим судовым механиком линейного корабля «Андрей Первозванный», на котором участвовал в Первой мировой войне.
28 марта 1913 года переименован в звание «инженер-механик капитан 1-го ранга».
30 декабря 1915 года назначен флагманским инженер-механиком штаба начальника 2-й бригады линкоров Балтийского моря.
В 1917 году произведён в генерал-майоры.
После Октябрьской революции служил до 1919 года главным инженер-механик военно-морской базы.
С 1919 по 1920 год служил главным инженер-механик в штабе Черно-Азовского флота.
С 1920 по 1921 год — начальник Центрального Управления Военно-морской промышленности Украины.
С 1 марта 1921 года — начальник военно-морского отдела Совета военной промышленности Украины.
С 1 декабря 1921 года — заведующий военно-морским подотделом Управления военной промышленности Украины.
С 17 июня 1922 года — инженер для поручений Промвоенукра. Уволен по сокращению штата 25 января 1923 года.
С 21 февраля 1923 года — инженер-статистик в правлении Южного машиностроительного треста.
Умер 18 июня 1924 года от «внезапной остановки сердечной деятельности» в Харькове.

## Награды
- Орден Святого Станислава 3-й степени (06.12.1901)
- Орден Святого Станислава 2-й степени (1912)
- Орден Святого Владимира 4-й степени с бантами за 20 компаний (22.09.1913)
- Орден Святой Анны 2-й степени (26.08.1915)

## Семья
- Отец — Клемент Иванович Моннерот-дю-Мэн, коллежский секретарь.
- Мать — Антонина Моннерот-дю-Мэн, (урождённая Новицкая).
- Брат — Клементий Клементьевич Моннерот-дю-Мэн (1868—1930), краевед, один из основателей музея «На благое просвещение» в Калуге[1].
- Жена (1-й брак) — Елена Иосифовна, вдова поручика 9-го Восточно-Сибирского линейного батальона Деонисия Сахонского. (Брак расторгнут указом Синода от 19.08.1911).
  - Дочь — Вера (27.12.1895 — до 1907)
  - Сын — Георгий (31.01.1897 г. р.)
- Жена (2-й брак) — Александра Григорьевна (урождённая Лапшина), в первом браке Милинарская, дочь протоиерея. Имела дочерей от первого брака — Наталью (1895 г. р.) и Елену (22.02.1897 г. р.).
  - Дочь — Ольга Антоновна Моннеро (16.10.1914 г. р.) — стала метеорологом, всю войну работала в Ленинградском Управлении Гидрометслужбы; после войны — в Арктическом и Гидрометеорологическом институтах.